# Kaoru Koyama
Kaoru Koyama (født 21. februar 1955 i Tokyo, Japan, død 8. juni 2006) var en japansk komponist og lærer.
Koyama studerede komposition på Tokyos Kunstuniversitet og underviste senere samme sted som lærer i komposition.
Han har skrevet en symfoni, orkesterværker, koncertmusik og instrumentalværker etc.

## Udvalgte værker
- Symfoni Koncertante "Nubatama III" (1978-96) - for klarinet, harpe, obo og orkester
- Violinkoncert (1994) - for violin og orkester